# Free On-line Dictionary of Computing
El diccionari d'informàtica en línia i lliure FOLDOC (Free On-line Dictionary of Computing) és un diccionari enciclopèdic d'informàtica en línia. Fundat el 1985 per Denis Howe, l'allotja l'Imperial College de Londres. Howe és el redactor en cap del diccionari des dels seus orígens.
FOLDOC està cobert per la Llicència de Documentació Lliure GNU, Versió 1.1 o posterior, publicada per la Free Programari Foundation; no té seccions fixes, ni textos de coberta.
Si es vol importar material de FOLDOC, es pot utilitzar el text següent:
```
"Aquest article es basa en material pres del 
Free On-line Dictionary of Computing
 abans de l'1 de novembre de 2008 i de conformitat amb els termes "requalificar" de la GFDL, versió 1.3 o posterior."
```